# Rue d’Ulm
Koordinaten: 48° 51′ N, 2° 21′ O

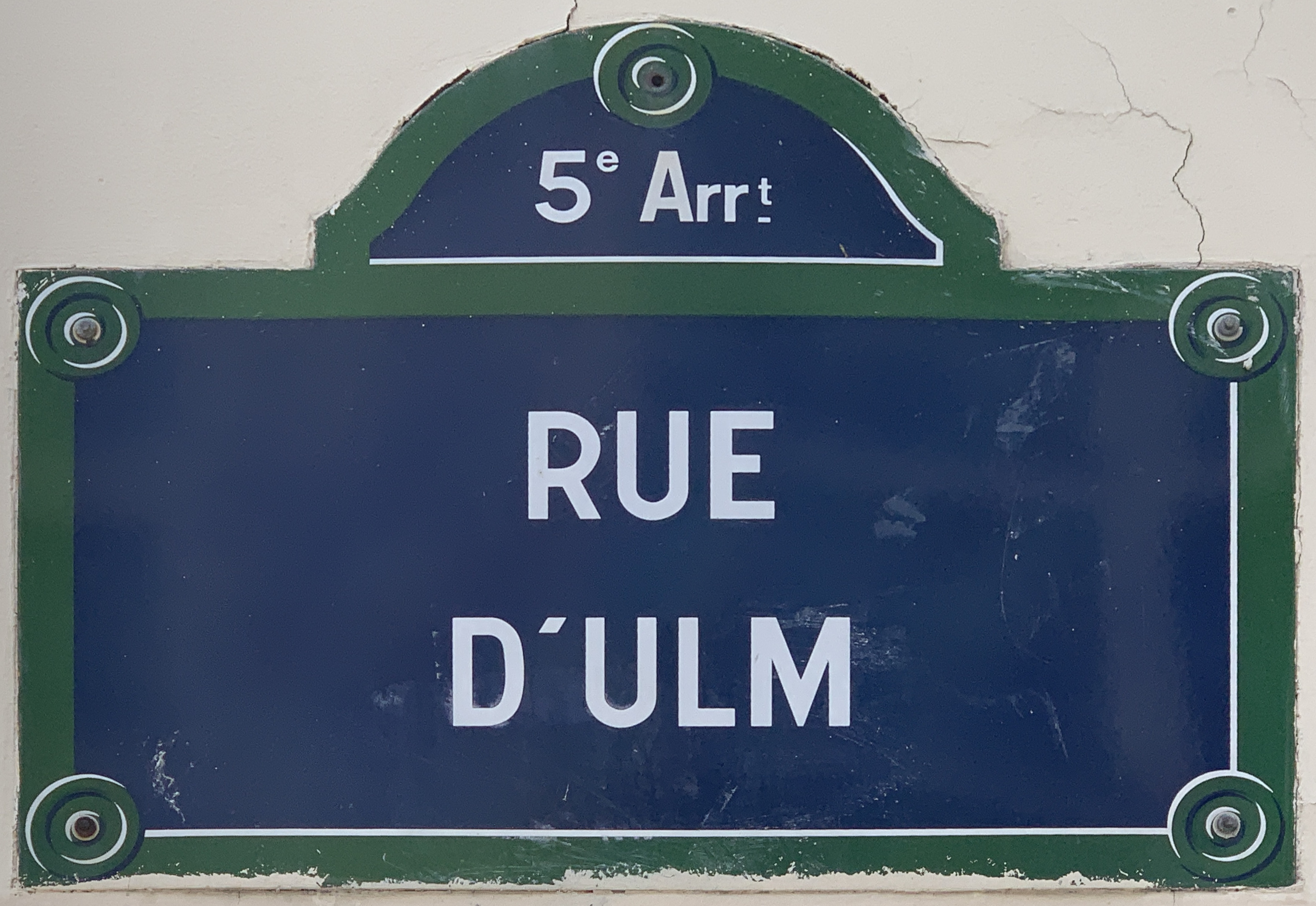
Straßenschild der Rue d’Ulm

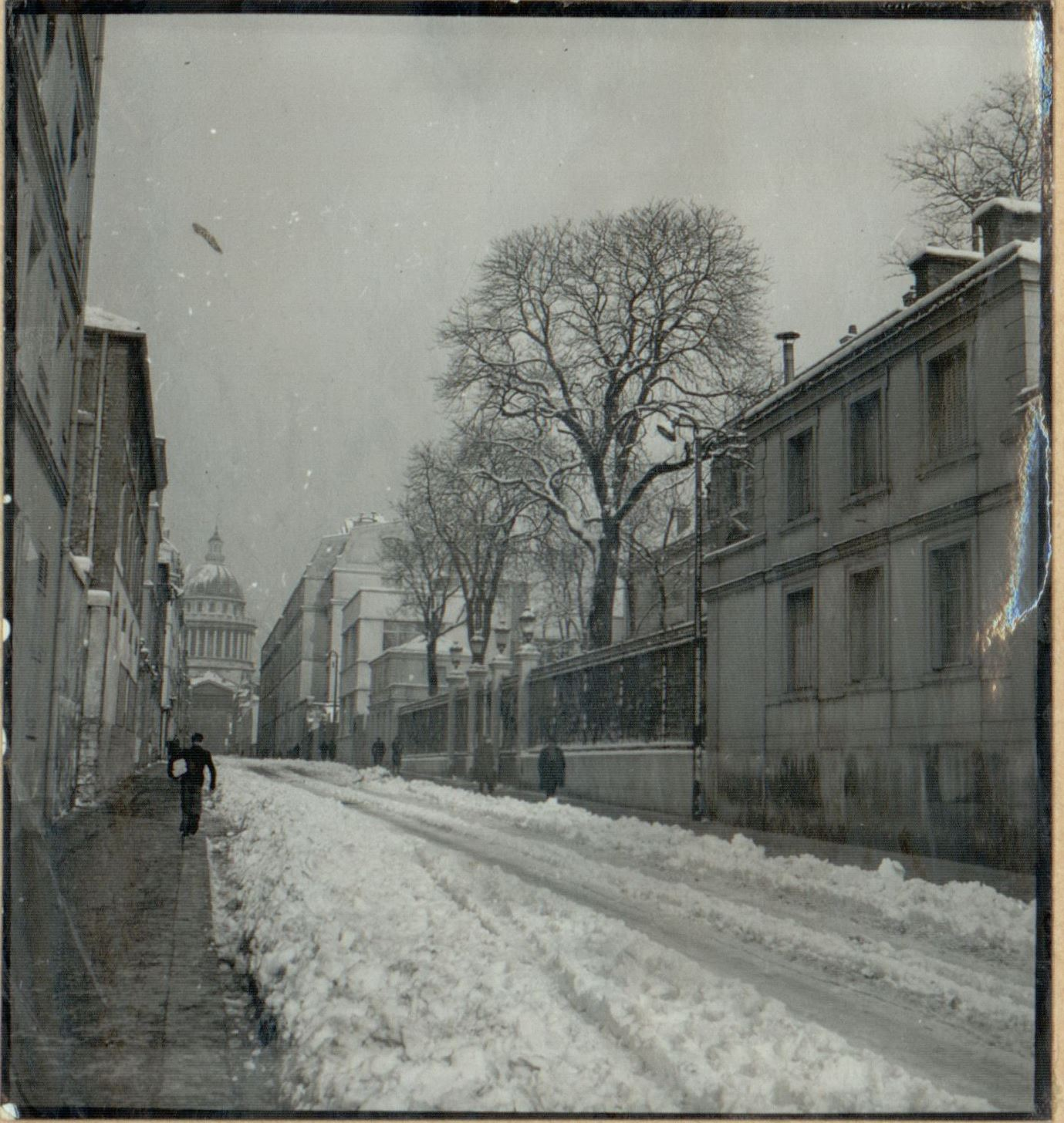
Rue d’Ulm und École normale supérieure im Dezember 1940

Die Rue d’Ulm ist eine Straße im 5. Arrondissement in Paris, die vom Panthéon zur Rue Gay-Lussac führt. Sie beherbergt eine Vielzahl von Schulen.

## Lage
Die Straße beginnt an der Kreuzung Rue Gay-Lussac, Rue des Feuillantes und Rue Claude Bernard und führt von dort aus nach Norden. Sie endet an der Place du Panthéon.

## Namensherkunft
Die Straße ist nach der Schlacht bei Ulm benannt. In dieser Schlacht hatte die französische Armee unter Napoleon Bonaparte im Oktober 1805 in der Nähe der Stadt Ulm eine österreichische Armee unter Karl Mack von Leiberich besiegt.

## Geschichte und Bedeutung
Die Rue d’Ulm ist Teil des ehemaligen römischen Cardos von Paris, also der Nord-Süd-Achse der Stadt. Sie wurde 1807 eröffnet.
In der Rue d’Ulm sind folgende Schulen beherbergt:
- Université Paris Sciences et Lettres
- Collège de France
- École nationale supérieure de chimie de Paris
- École nationale supérieure des arts décoratifs
- École normale supérieure de Paris (ENS)

Der Ausdruck avoir fréquenté la rue d’Ulm oder kurz avoir fait Ulm bezeichnet umgangssprachlich ehemalige Schüler der ENS. Der ENS-Absolvent Alain Peyrefitte veröffentlichte seine Erinnerungen an die Studienzeit unter dem Titel Rue d’Ulm, chroniques de la vie normalienne.
1870 beschrieb Émile Gaboriau „diese schöne und breite Rue d’Ulm, die am Place du Panthéon beginnt und abrupt an der Rue des Feuillantines endet. Die Geschäfte sind nicht sehr prunkvoll und so selten, dass man sie nicht zählen kann. Links, an der Ecke zur Rue de la Vieille-Estrapade, gibt es einen Weinhändler, dann den kleinen Laden La Jeunesse, eine Wäscherin und einen Buchbinder. Rechts die Druckerei des Bulletin de l’Observatoire, ein Holzhändler namens Chanson, ein Schlosser, ein Obsthändler, ein Bäcker, und das war's schon fast. Der Rest der Straße wird von großen Gebäuden mit strengen Fassaden eingenommen, die von Gärten umgeben sind. Da ist das Kloster der Kreuzschwestern, dann das Haus der Damen der Wiederherstellenden Anbetung des Heiligen Herzens. Weiter in Richtung Rue des Feuillantines erkennt man die Ecole Normale und gegenüber ein Depot der Omnibusgesellschaft.“
Die École normale supérieure de Paris veröffentlicht ihre Texte unter dem Namen Éditions Rue d’Ulm.

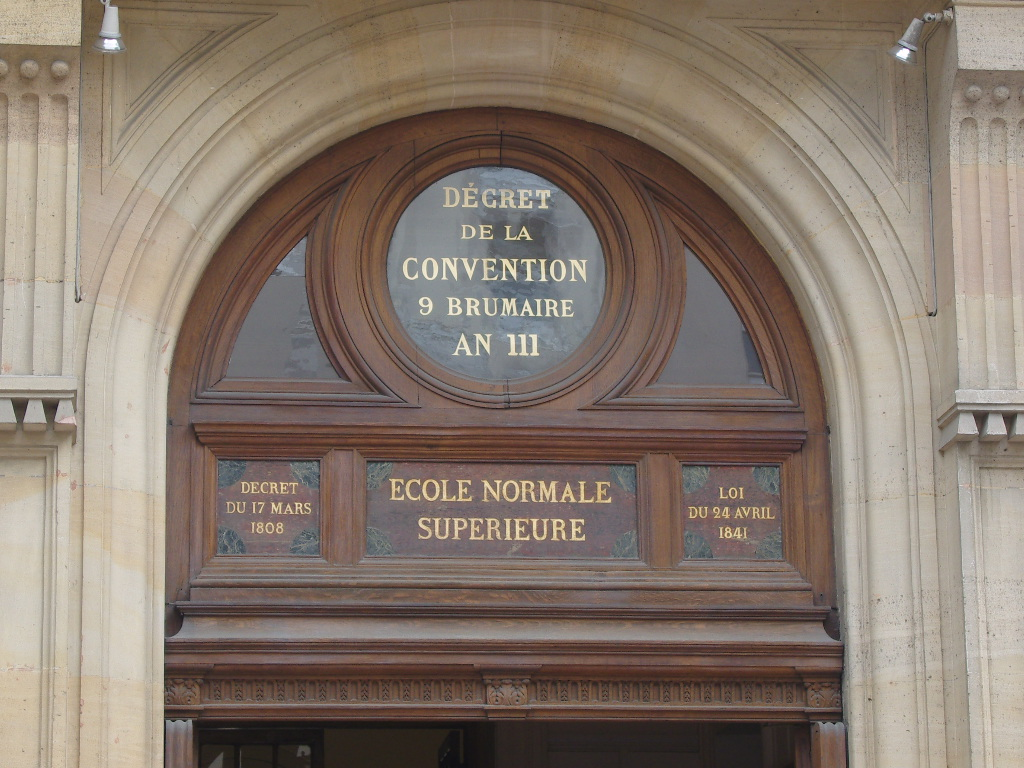
Ecole normale supérieure 2

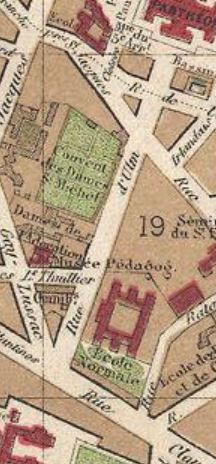
Rue d’Ulm – plan de Paris Hachette 1894

## Sehenswürdigkeiten
- Nr. 15 bis 17: Cathédrale Notre-Dame-du-Liban de Paris (maronitische Kirche), eine katholische Ostkirche;
- Nr. 26: Einer der Eingänge des Campus Curie der Sorbonne Université und der Université PSL;
- Nr. 31:  École nationale supérieure des arts décoratifs;
- Nr. 44 bis 48:  École normale supérieure de Paris mit Anbauten.